# Макарьевская икона Божией Матери
Макарьевская икона Божией Матери — почитаемая чудотворной икона Богородицы, явленная преподобному Макарию Унженскому 17 сентября 1442 года. Первозданный образ был утрачен после 1929 года. Сохранился список иконы, который находится в церкви Рождества Христова города Макарьева в Костромской области. День празднования — 17 сентября (30 сентября).
Образ написан по типу Одигитрии. Первые упоминания об иконе относятся к середине XV века. В житии преподобного Макария Унженского говорится о чудесном явлении ему иконы Божией Матери 17 сентября 1442 года, которую он поставил в своей келье-хижине, отчего вначале она называлась «Келейной». После смерти Макария икона получила название «Макарьевской» и стала почитаться чудотворной. Хранился образ в Макариево-Унженском монастыре, который был основан на месте его явления. С чудотворной иконы был сделан список в византийском стиле, который прославился, как и первообраз. Во время пожаров 1629 и 1690 годов, которые нанесли значительный урон монастырю, икона не пострадала.
В начале XVIII века для иконы был изготовлен оклад. С этой целью 24 августа 1717 года императором Петром I был издан указ, позволивший монастырю сбор пожертвований, которые не облагались налогом. Об этом же говорилось в грамоте, которую благословил выдать монаху монастыря местоблюститель патриаршего престола митрополит Стефан (Яворский).
В том же XVIII веке игумен Митрофан II, не знавший истории и значения иконы, велел перенести список с иконы из монастырского собора в храм Благовещения Пресвятой Богородицы и написать поверх этого списка другой образ Божией Матери. В 1858 году архимандрит Платон восстановил икону, которую обнаружили при реставрации образа, написанного поверх неё. К тому времени в монастыре, по-видимому, хранилась и икона, явленная преподобному Макарию Унженскому.
Когда в 1929 году Макарьево-Унженский монастырь был закрыт и осквернён большевиками, чудотворный образ и его список были утрачены. Ныне единственный список с Макарьевской иконы находится в церкви Рождества Христова в городе Макарьеве.